# Playa de Sienra
La playa de Sienra se encuentra en el concejo asturiano de Cudillero y pertenece a la localidad española de Ballota. Forma parte de la Costa Occidental de Asturias y se encuentra enmarcada en el Paisaje Protegido de la Costa Occidental de Asturias.

## Descripción
La playa es realmente un pedrero con forma de concha, tiene una longitud de unos 200-210 m y una anchura media de unos 18 m. Su entorno es rural y con un bajo grado de urbanización y la peligrosidad es media. Las arenas son blanquecinas de grano medio y tiene muy poca asistencia. Los accesos son peatonales e inferiores a un km pero de difícil recorrido. Su entorno es rural y con un bajo medio de urbanización. El lecho está compuesto de arenas gruesas y tonos claros en pequeñas cantidades ya que la mayoría del lecho lo cubren cantos rodados.
Para llegar a esta playa hay que tomar el camino más oriental de Ballota. Después de superar la iglesia y una granja de vacas hay que seguir unos 400 m más y aparcar el vehículo. Más adelante, y en el primer gran acantilado, está la playa. Estos tienen un desnivel de unos 80 m y el camino para bajar está lleno de vegetación y tiene un desnivel extremadamente pronunciado por lo que se desaconseja bajar por él.
La playa tiene una gran riqueza de peces en el pedrero y una desembocadura fluvial. No hay ningún tipo de servicio. Se reitera la peligrosidad de los acantilados.